# Pekea ořechonosná

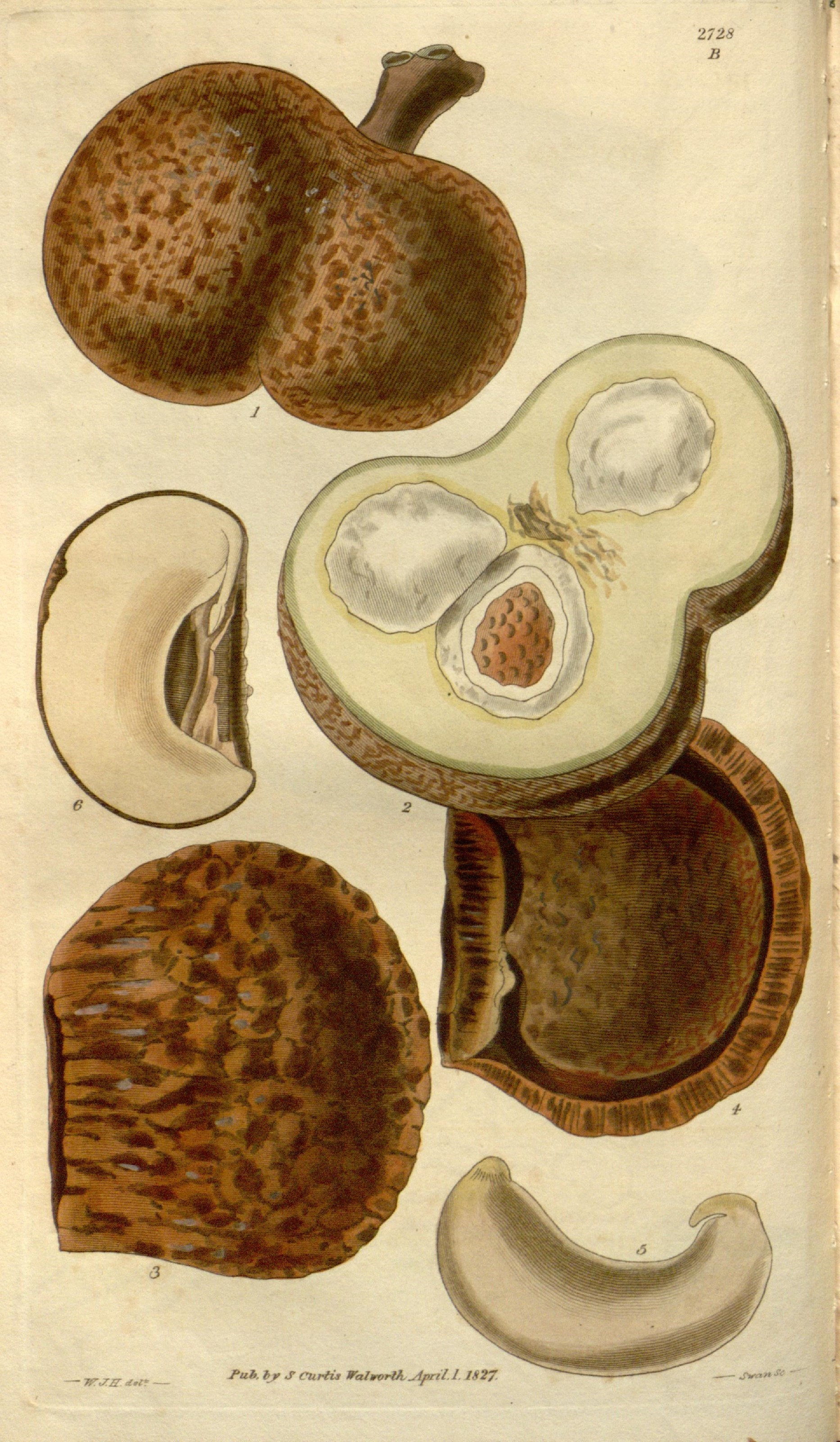
Uspořádání semen v plodu

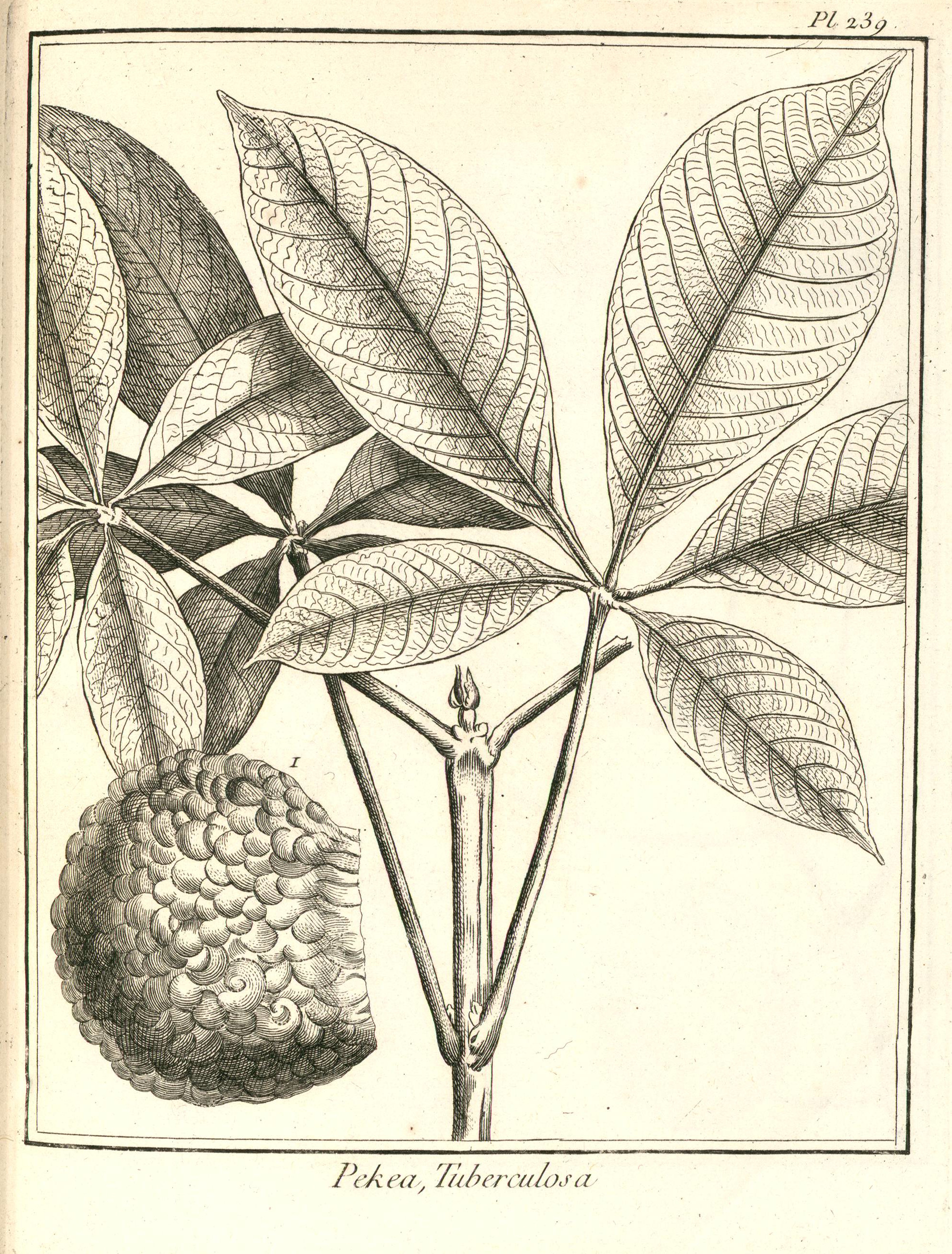
Nákres listů a plodu

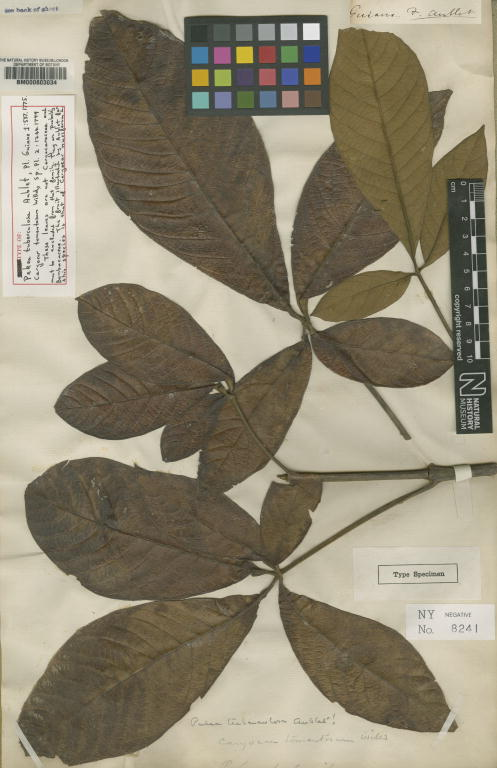
Listy v herbáři

Pekea ořechonosná (Caryocar nuciferum), někdy též Karyokar ořechonosný, je statný stálezelený strom rostoucí ve vlhkých amerických neotropech. Dřevina je významná svými kulatými či hruškovitými plody, jež mají pod slupkou jeden až čtyři segmenty dužnatého oplodí, které obaluje stejný počet jedlých semen. Ta jsou svým tvarem i chutí blízká mandlím. Strom je celkovým vzhledem podobný jírovci maďalu.

## Rozšíření
Strom se vyskytuje ve vlhkých lesích Střední i Jižní Ameriky a na některých ostrovech Karibiku. Největší množství jsou zaznamenána v oblasti Amazonie, kde rostou z přirozeného výskytu nebo z výsadby v okolí domorodých osad. Větší umělá výsadba bývá vzácností, plantáže tohoto druhu neexistují, důvodem jsou nároky na stanoviště i dlouhé čekání na první plody. Přirozené šíření druhu na větší vzdálenosti je vzhledem k velikosti plodů a semen jen ojedinělé. Pěstuje se obvykle jen regionálně v okolí vesnic a zralé plody se prodávají na místních trzích, na větší vzdálenost se s nimi téměř neobchoduje.
Je původním druhem v Kolumbii, Panamě, ve Venezuele, v Guyaně, Francouzské Guyaně, Surinamu, na severu Brazílie a na některých z Návětrných i Závětrných ostrovů. Druhotně byl rozšířen do přírody ostrovů Trinidad a Tobago.

## Ekologie
Pekea ořechonosná roste v nížinných tropických lesích, nejvýše do nadmořské výšky okolo 1000 m. n. m. Nejlépe prospívá v oblastech, kde se roční denní teploty pohybují v rozmezí 21 až 28 °C, snese však krátkodobě i 10 až 35 °C. Dobře roste na slunném stanovišti s průměrnými ročními srážkami 1600 až 2000 mm, toleruje však i 1200 až 2400 mm. Půda by měla být vlhká a dobře odvodněná, hlinitá, lehká, hluboká, výživná a její hodnota pH by se měla nacházet nejlépe v rozmezí 6 až 6,5, případně se ještě může pohybovat mezi hodnotami 5,5 až 7. Mladá rostlina vyžaduje ochranu před silným větrem a též intenzivním slunečním svitem. Strom nemá rád málo výživné půdy a na suchém stanovišti projevuje náchylnost k pomalému růstu i pozdnímu plození.
Dřevina na rozdíl od většiny okolních stromů kvete v období sucha od července do září, v době obecného nedostatku nektaru. Další zvláštnosti je okolnost, že pro lidi nevonné květy se otevírají až navečer a tehdy začínají produkovat nektar, kdežto s nástupem jitra se jeho přítok do nektarií zastavuje a květy pomalu uvadají. Za opylovače jsou považováni převážně netopýři a noční motýli, za soumraku se pro nektar z květů slétají i kolibříci druhů Thalurania furcata a Chionomesa fimbriata. Za dobré opylovače jsou považované i drobné včely medonosky rodů Melipona a Scaptotrigona, stavějící si hnízda někdy přímo v dutinách stromů. Plody dozrají průměrně za pět až šest měsíců po opylení, zralé pak se stromů opadávají.
Je pomalu rostoucím stromem, který má v genech dlouhou juvenilní fázi, může trvat i dvacet let než vyprodukuje první úrodu. Semenáč používá většinu energie nejprve na zajištění vegetativního růstu, tj.na vytvoření rozsáhlého kořenového systému a vývoje silného kmene završeného mohutnou korunou. Teprve pak u něj přichází na řadu tvorba květů a plodů. Proto pekea ořechonosná začíná průměrně kvést a plodit až ve věku okolo dvaceti let, přičemž neoptimální pěstební podmínky mohou období zralostí ještě oddálit. Ojediněle se vyskytují roubování jedinci, kteří plodí o několik let dříve.

## Popis
Strom může být vysoký 35 až 45 m, jeho kmen je statný a má rozkladité větve, někdy z půdy vystupující opěrné kořeny. Listy na jeho větvích vyrůstají vstřícně, jsou mohutné, mívají řapík dlouhý až 20 cm, jsou dlanitě trojčetné a mají brzy opadající palisty. Jednotlivé lístky bývají dlouhé do 30 cm, jejich čepele jsou eliptické, na vrcholu zahrocené, po obvodě celistvé či slabě vroubkované; střední lístky mívají řapíky dlouhé 1  až 2,5 cm, postranní o něco málo kratší.
Květy jsou oboupohlavné a vytvářejí nápadné terminální hrozny dlouhé až 10 cm, které vyrůstají na koncích větví a mívají dva tucty i více květů. Díky tomuto umístění jsou dobře viditelné i dostupné opylovačům. Vřeteno květenství mívá délku téměř 4,5 cm a květy na něm vyrůstají do široka rozložené. Květ má pětičetný, zvonkovitý, asi 2 cm dlouhý kalich se zaoblenými laloky. Koruna dlouhá 6 až 7 cm je tvořená pěti eliptickými plátky, na vnější straně tmavě červenými a na vnitřní světlejšími. V květu bývá až sedm stovek nestejně dlouhých (od 3,5 po 8,5 cm) žlutých, jen na bázi srostlých tyčinek s drobnými prašníky. Nejvnitřnější tyčinky jsou nejkratší a sterilní, u jejich báze jsou umístěna nektaria. Svrchní kulovitý semeník je čtyřdílný a vystupují z něho čtyři nitkovité čnělky o délkách 8 až 9 cm. Květy se při soumraku otevírají a spouští se v nich tvorba řídkého nektaru, s nástupem jitra jeho produkce končí a postupně také opadávají tyčinky společně s květní korunou.
Plod je suchá peckovice, zpočátku je tmavě fialová, poté olivově zelená a nakonec šedavě hnědá. Mívá kulovitý či hruškovitý tvar a bývá průměrně velká jako pomeranč, uvádí se velikost 10 až 15 cm a hmotnost do 3 kg. Vnější kožovitá slupka (exokap) bývá pouze asi 1 mm tlustá a je pokrytá drobnými šedavými až rezavými výrůstky. Plod obsahuje jedno až čtyři semena o velikosti a tvaru menších slepičích vajec. Vlastní semeno bývá dlouhé asi 5 cm a široké 2 cm, je slabě ledvinovité a je skryto v pevné hrbolaté pecce (endokarpu) s dřevnatou stěnou až 7 mm silnou. Prostor mezi semeny a vnější slupkou plodu (mezokarpem) je vyplněn olejnatou lepkavou dužinou. Vyluštěné olejnaté semeno bývá popisováno jako chuťově mnohem lahodnější než mandle, které svým tvarem připomíná.

## Význam
Semeno má na povrchu sytou červenohnědou barvu, uvnitř je bílé a nedlouho po dozrání měkké. Konzumuje se syrové, vařené nebo pražené, obsahuje asi 15 % nevysychavého oleje bohatého na nenasycené mastné kyselin. Vylisovaný olej se používá se k vaření nebo do pekařských výrobků, pro výrobu mýdla a kosmetiky nebo na svícení. Slouží též k léčení nemocí pokožky, do které se dobře vsakuje. Nažloutlá dužina vyplňující prostor mezi semeny má silnou vůni a po uvaření se konzumuje jako zelenina, nebo se jí dochucují pokrmy i nápoje a také se z ní připravují kvašené nápoje. Dřevo stromu je velmi pevné a vodě odolné, dobře se hodí na výrobu kánoí. Většinou se ale zdravé stromy netěží, protože přínos z plodů je mnohem větší než z vytěženého dřeva.

## Ohrožení
O výskytu tohoto rostlinného druhu má IUCN málo informací k tomu, aby bylo možno jeho ohrožení vyhodnotit. Upozorňuje však na potenciální ohrožení ztrátou stanovišť, které může být zapříčiněno odlesňováním a fragmentací jejich areálů jak v oblasti Amazonie, tak i v rámci ostrovního rozšíření, případně jako důsledek změny klimatu.